# Micrurides islandicus
Micrurides islandicus är en djurart som tillhör fylumet slemmaskar, och som beskrevs av Friedrich 1960. Micrurides islandicus ingår i släktet Micrurides och familjen Cerebratulidae. Inga underarter finns listade i Catalogue of Life.